# Catharina Östman
Catharina Östman, född 31 januari 1961 i Åbo, är en finländsk författare. 
Östman blev filosofie magister 1984 och har varit verksam som föreläsare vid Österbottens högskola och Vasa universitet. I sin lyrik, bland annat samlingarna Månen vandrar (1992), Äppeltid (1996) och droppar av musik (2006) söker hon sig till de existentiella grundfrågorna. Tidvis färgas texterna av en personligt utformad mystik, där förtvivlans mörker plötsligt flammar upp i ljus: "i min tystnad finns en fråga som jag söker oupphörligt". Liknande tankegångar varieras i den meditativa prosaboken Frihetens frö (2006). Hon har även skrivit prosaböckerna Minnet av myrten och andra berättelser (2002) och Jag sökte en dröm (2009). Hon var 1989 chefredaktör för tidskriften Horisont och 1986–1987 sekreterare i redaktionskommittén för den finlandssvenska psalmboken.

## Psalmer
- Psalmer i 2000-talet
  - 923 Herre du har anförtrott (text)